# Szabolcs-Szatmár-Bereg vármegye turisztikai látnivalóinak listája

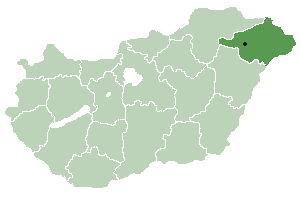
Szabolcs-Szatmár-Bereg vármegye

Ez a lista Szabolcs-Szatmár-Bereg vármegye ismert turisztikai látnivalóit tartalmazza (műemlékek, természeti értékek, programok).
Lásd még:
- Szabolcs-Szatmár-Bereg vármegyei múzeumok listája
- Szabolcs-Szatmár-Bereg vármegyei kulturális programok listája

## Nyíregyháza
- Városháza

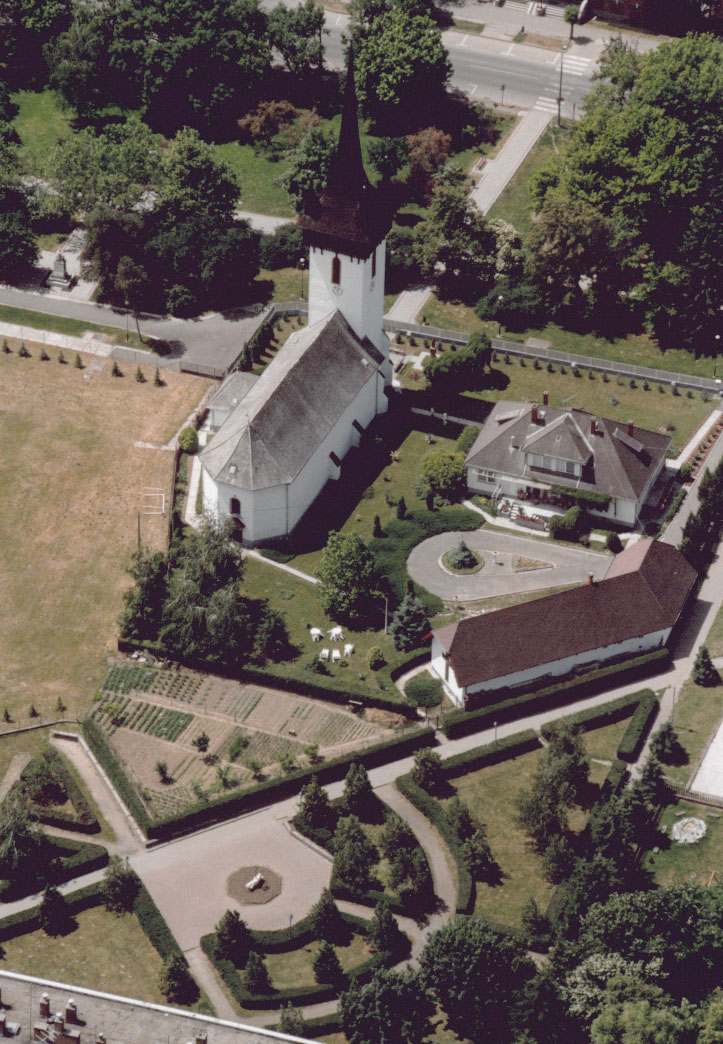
A fehérgyarmati református templom

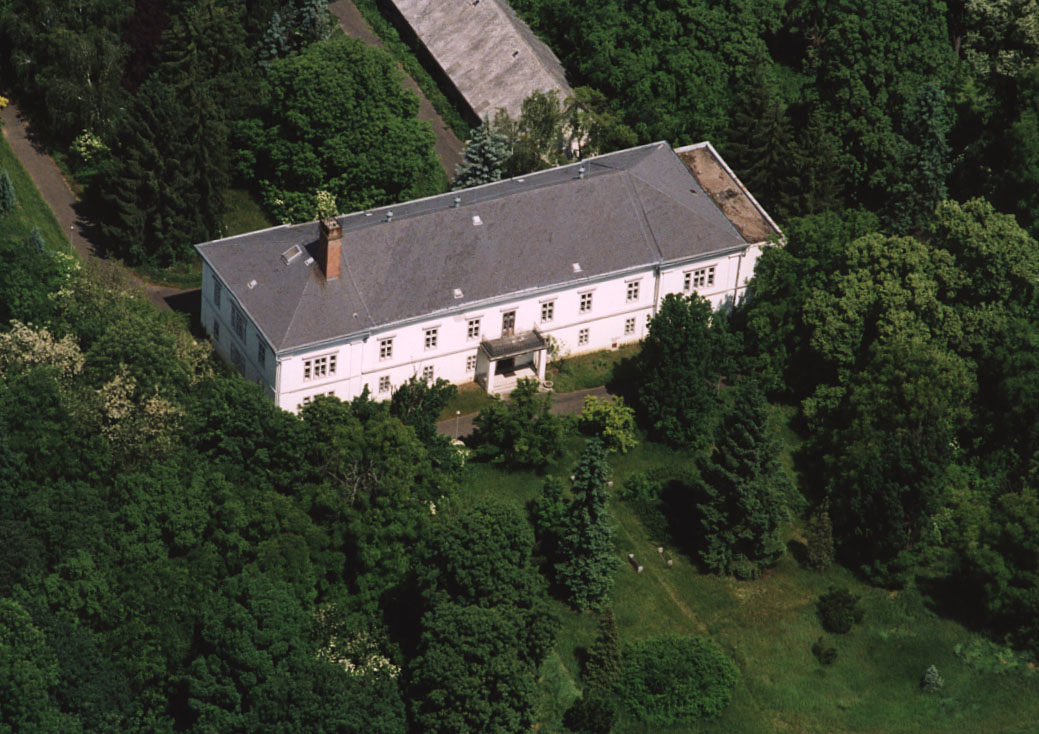
A baktalórántházi kastélypark

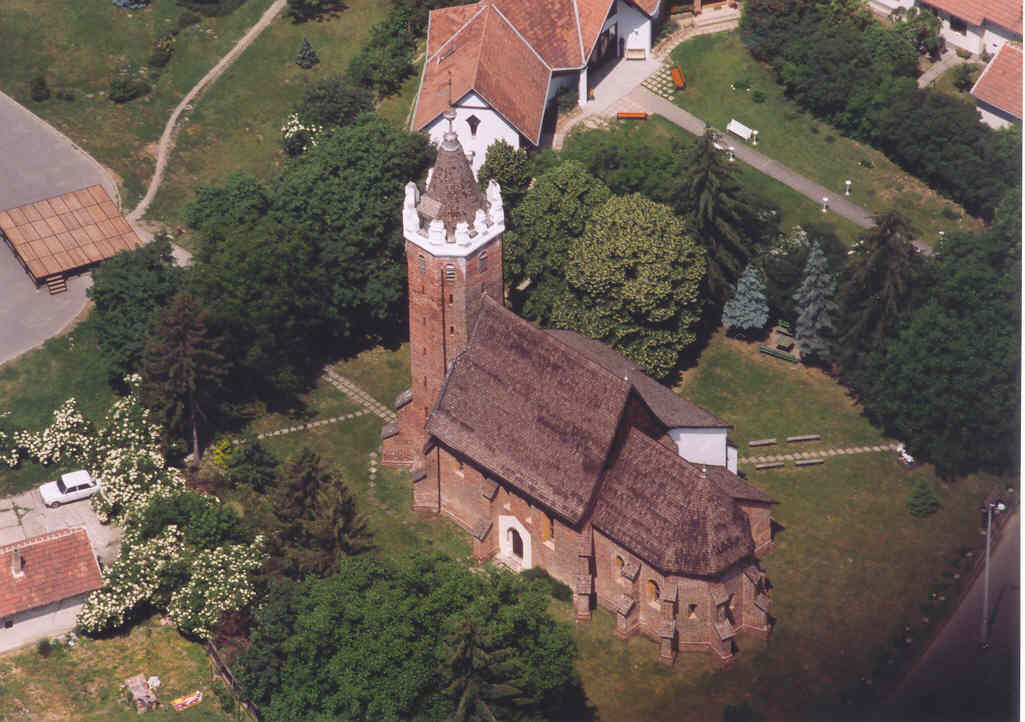
Csenger református temploma

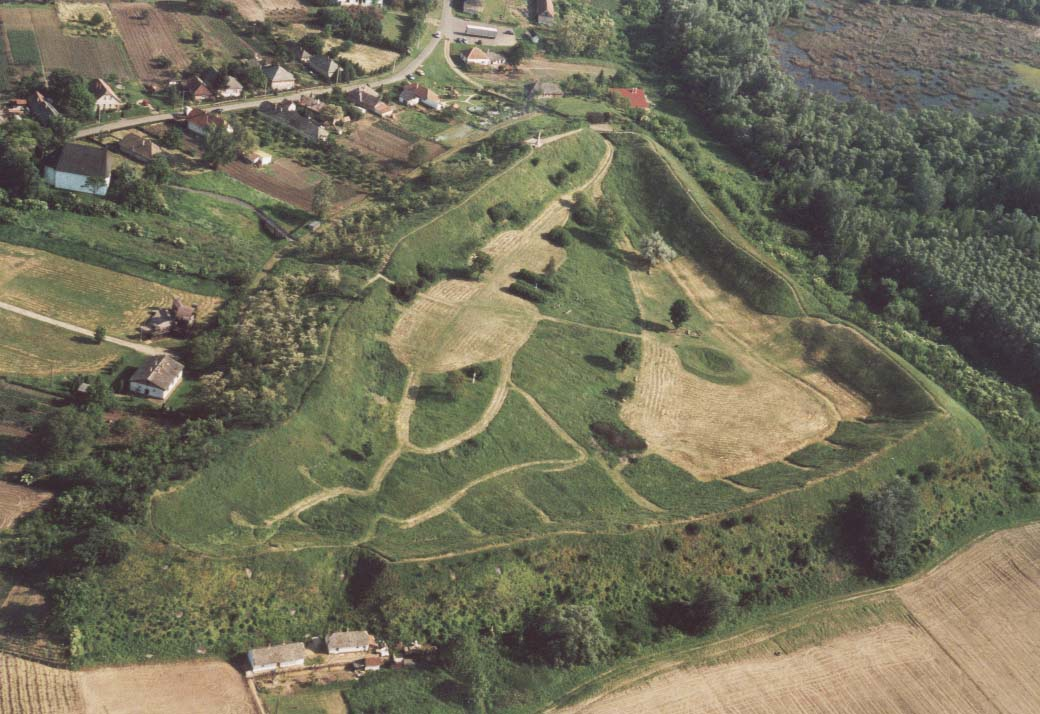
A szabolcsi honfoglalás kori földvár

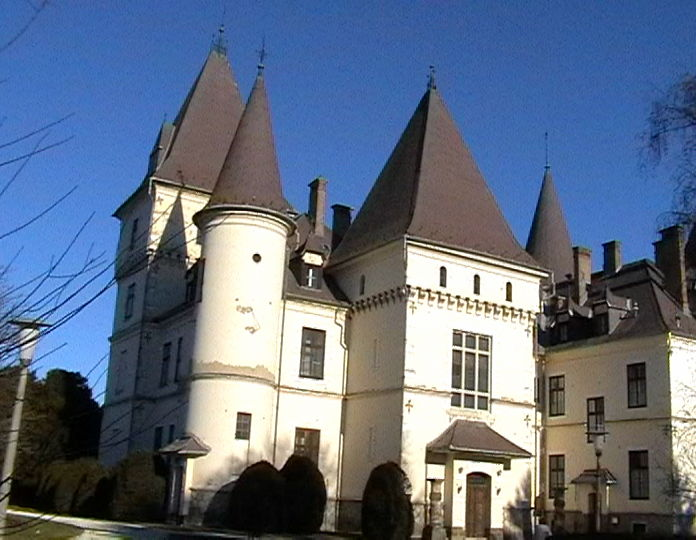
Andrássy-kastély, Tiszadob

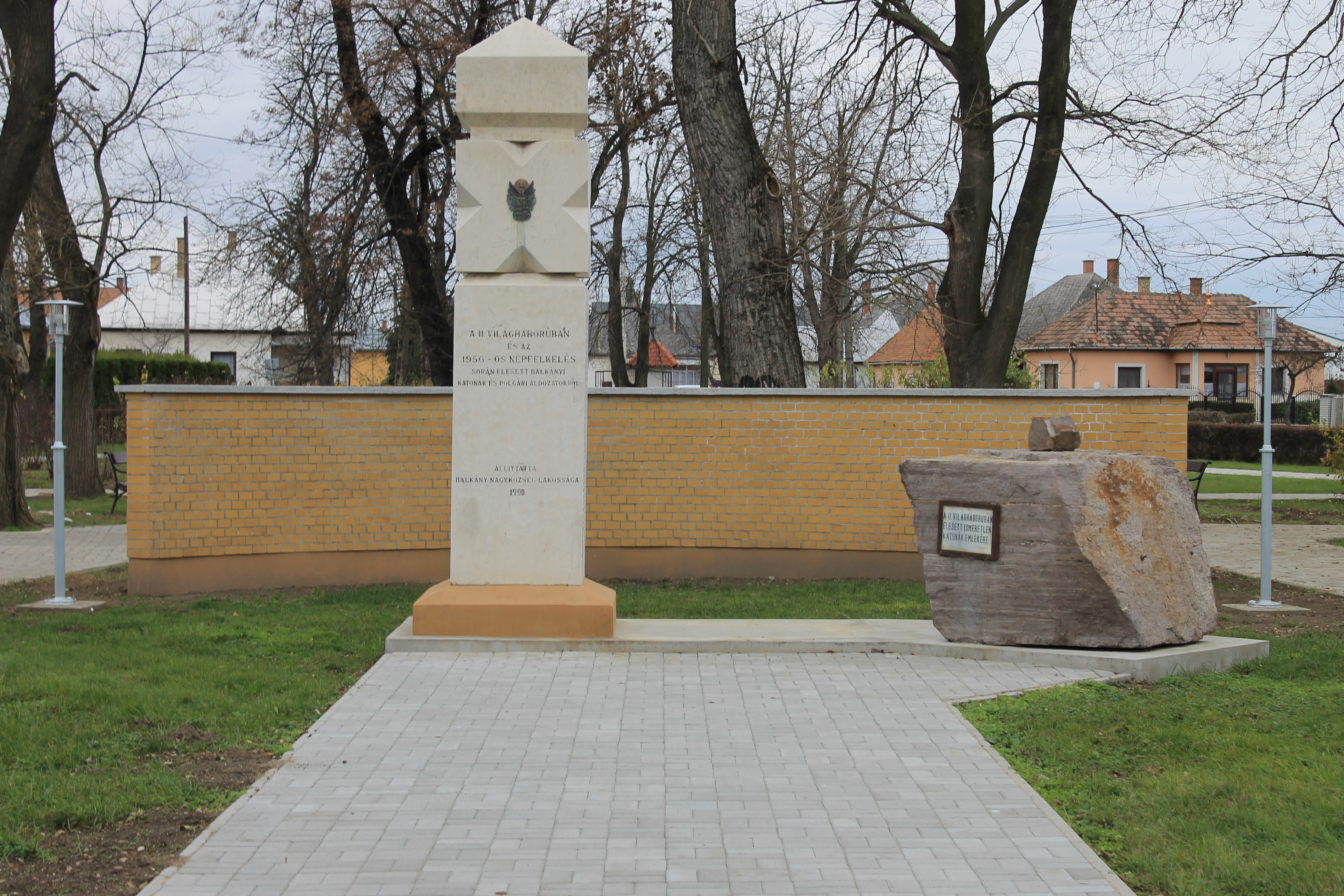
Az 1956-os forradalom balkányi hőseinek emlékműve (Fotó:Madura Mate)

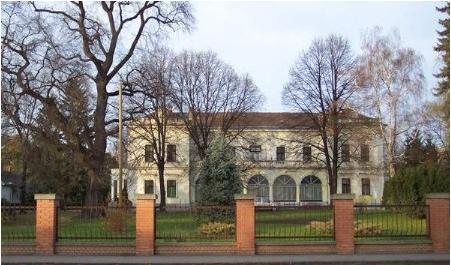
A Gencsy-kastély a Kossuth utca felől (elölről) (Fotó: Madura mate)

- Szent Miklós görögkatolikus székesegyház
- Evangélikus templom
- Nyíregyházi Vadaspark
- Sóstógyógyfürdő
- Sóstógyógyfürdő gyógyvizes fürdői
- Nyírvidéki Kisvasút

## Mátészalka
- Múzeum

- Mátészalkai zsinagóga

- Szent István lovasszobra

- Árpád vezér díszkút

- Pusztasándori várrom

Pusztasándor, elpusztult középkori falu Mátészalka Kocsord és Szamosszeg között, a Holt Kraszna mellett.
Területe 1950-ig Mátészalkához tartozott, ma Sándortanya, Kocsord határában. A Várkert, Vaskapu és Virágoskert dűlők tartoznak területéhez.
A Várkert magasabb részét lapály veszi körül, a hagyomány úgy tartja, hogy itt Rákóczi földvára állt.
Az 1930-as években ásatások is folytak területén, régi pénzt, edényeket, kardot, lószerszámot találtak.
A Várker-dűlő mellett található Vaskapu-dűlő, erről Pesty F. adatai szólnak: a hagyomány szerint a Várkertnek ez a vidéke lápos, lapályos hely volt, egy útja volt csak, melyen a várhoz lehetett jutni. Ezt az utat zárta el egy erős vaskapu.

## Nyírbátor
- Báthori-várkastély
- Minorita templom
- Református templom és fa harangtorony

## Más települések
- Baktalórántháza
  - Katolikus templom
  - Dégenfeld-kastély parkja
  - Baktai-erdő
- Balkány
  - Gencsy-kastély
  - Református templom
  - Benedek István szülőháza
  - Gődény-kastély
- Bátorliget
  - Fényi erdő
  - Ősláp (bejelentkezés szükséges)
- Cégénydányád - Kastélypark
- Csaholc - Református templom
- Csaroda
  - Református templom és fa harangláb
  - Báb-tava és Nyíres-tó (bejelentkezés szükséges)
- Csenger – Református templom
- Csengersima – Református templom
- Fehérgyarmat
  - Református templom
  - Római Katolikus Templom: http://www.romaikatolikusfgy.5mp.eu
  - Birhó-erdő
- Gyügye – Református templom
- Kállósemjén – Mohos-tó
- Kisvárda
  - Kisvárdai vár
- Kocsord - Kastélypark
- Kölcse
  - Református templom és Fa harangláb
- Lónya
  - Lónyay-család kriptája
  - Református templom és fa harangláb
  - Egykori Lónyay-kastély parkja
  - Lónyai-erdő és vadászház
- Máriapócs
  - Görögkatolikus kegytemplom
  - A pápalátogatás emlékparkja
- Nagyar - Luby-kastély
- Nyírbéltek – Katolikus templom
- Ófehértó – Katolikus templom
- Szabolcs
  - Honfoglalás kori földvár
  - Református templom
- Szamosújlak – Református templom
- Szatmárcseke – Református temető
- Tarpa
  - Régi falukép
  - Református templom
  - Szárazmalom
  - Nagyhegy
  - Tarpai-tölgyes (bejelentkezés szükséges)
- Tákos – Református templom és fa harangláb
- Tiszadob
  - Andrássy-kastély és angolkert (bejelentkezés szükséges)
  - Tiszadobi ártér
- Tiszalök – Arborétum
- Tiszavasvári – Fehér-szik
- Túristvándi – Vízimalom,
- Vaja - Vajai-tó
- Vaja várkastélya
- Vajai várkert Természetvédelmi Terület
- Vámosoroszi – Református templom

## Településen kívüli látnivalók
- Szatmár-Beregi Tájvédelmi Körzet
- Bockereki-erdő – a fekete gólya és keresztes vipera élőhelye (csak engedéllyel)
- Lónyai-erdő

## Külső hivatkozások
- Szabolcs.lap.hu - linkgyűjtemény